# Сівчина
Сі́вчина (пол. Sufczyna) — село в Польщі, у гміні Бірча Перемишльського повіту Підкарпатського воєводства.
Населення — 279 осіб (2011). Знаходиться на території Західних Карпат, над річкою Ступниця (пол. Stupnica) — правою притокою Сяну.

## Географія
Село розташоване на відстані 5 кілометрів на північ від Бірчі, 22 кілометри на захід від Перемишля і 48 кілометрів на південний схід від столиці воєводства — міста Ряшіва.

## Історія
В XI-XIII століттях на цих землях існувало Перемишльське руське князівство зі столицею в Перемишлі, яке входило до складу Галицького князівства, а пізніше Галицько-Волинського князівства.
Після захоплення цих земель Польщею село в 1340–1772 роках входило до складу Сяноцької землі (1494 in terra et districto sanociensis) Руського воєводства Королівства Польського. Католики належали до римо-католицької парафії в Бірчі, та в Бабичах (гміна Кривча). Греко-католицька громада села Сівчина належала до парафії в селі Березка (пол. Brzuska).

Церква Введення в Храм Пречистої Діви Марії у селі Сівчині. Cпоруджена у 1879р., зруйнована у 1963р.

Починаючи з 1456 село було власністю Станіслава, Миколи і Яна Кмітів (пол. Stanisława, Mikołaja i Jana Kmitów).
З 1491 року Сівчина перейшла у власність Єжи Бірецького (пол. Jerzego Bireckiego), сина дідича Бірчі.
У 1541 році місцевість стала власністю Барбари Гербурт (пол. Barbary Herburt).
В 1772 році внаслідок першого поділу Польщі Сівчина відійшла до імперії Габсбургів та належала до гміни Бірчі Сяноцького округу Королівства Галичини і Лодомерії у складі Австрійської імперії.
У 19 столітті Сівчина була власністю графа Адальберта Дембінського (пол. Adalberta hr. Dembińskiego), потім Яна Стресова (пол. Jana Stresów). Йому також належала гута по виробництву скла, передана в 1890 році Людвікові Гейнерові (пол. Ludwikowi Geynerowi). Для працівників цієї гути закладено новий населений пункт — Ясениця-Сівчинська (пол. Jasienica Sufczyńska).
Після розпаду Австро-Угорщини і утворення Другої Речі Посполитої це українське село Надсяння, як й інші етнічні українські території (Лемківщина, Підляшшя, Сокальщина, Равщина і Холмщина), опинилося по польському боці розмежування, що було закріплено в Ризькому мирному договорі 1921 року. Село входило до ґміни Бірча Добромильського повіту Львівського воєводства. На 1.01.1939 в селі було 1250 жителів, з них 930 українців-грекокатоликів, 270 українців-римокатоликів, 20 поляків, 30 євреїв
До 1939 року в селі існував фільварок, який був власністю графів Тарновських (пол. hr. Tarnowskich).
Перед початком Другої світової війни в тому ж 1939 році населення Сівчини становило 1 тисячу 95 осіб. Абсолютну більшість з них (близько 87 %) складали українці, або, як вони самі себе називали в пам'ять про Червону русь, русини. В селі проживала також невелика кількість поляків (123 особи, або близько 11 %) та євреїв (23, або приблизно 2 %).
Після нападу 1 вересня 1939 року Третього Рейху на Польщу й початку Другої світової війни та вторгнення СРСР до Польщі 17 вересня 1939 року Сівчина, що знаходиться на правому, східному березі Сяну, разом з іншими навколишніми селами відійшла до СРСР і ввійшла до складу Бірчанського району (районний центр — Бірча) утвореної 27 листопада 1939 року Дрогобицької області УРСР (обласний центр — місто Дрогобич).
З початком німецько-радянської війни село вже в перший тиждень було зайняте військами вермахту і з червня 1941 року по липень 1944 року Сівчина знаходилась під німецькою окупацією.
В кінці липня 1944 року село було зайняте Червоною Армією.
13 серпня розпочато мобілізацію українського населення Дрогобицької області до Червоної Армії (облвоєнком — підполковник Карличев).
2 грудня 1944 року над селом потрапив в авіакатастрофу американський бойовий літак Б-24 «Ditney Hill».
В березні 1945 року Сівчина, як і весь Бірчанський район з районним центром Бірча, Ліськівський район з районним центром Лісько та західна частина Перемишльського району включно з містом Перемишль зі складу Дрогобицької області передана Польщі.
11 квітня 1945 року село стала місцем трагічних подій: підрозділами Армії Крайової, Батальйонів хлопських та селянами-поляками з навколишніх сіл були замордовані 26 українців, мешканців Сівчини.
На греко-католицькому цвинтарі Сівчина знаходиться братська могила кількох десятків українських мешканців села, замордованих 11 квітня 1945 року.
Москва підписала й 16 серпня 1945 року опублікувала офіційно договір з Польщею про встановлення лінії Керзона українсько-польським кордоном та, незважаючи на бажання українців залишитись на рідній землі, про передбачене «добровільне» виселення приблизно одного мільйона українців з «Закерзоння», тобто Підляшшя, Холмщини, Надсяння і Лемківщини.,
Розпочалося виселення українців з рідної землі. Проводячи депортацію, уряд Польщі, як і уряд СРСР, керувалися Угодою між цими державами, підписаною в Любліні 9 вересня 1944 року, але, незважаючи на текст угоди, в якому наголошувалось, що «Евакуації підлягають лише ті з перелічених (…) осіб, які виявили своє бажання евакуюватися і щодо прийняття яких є згода Уряду Української РСР і Польського Комітету Національного Визволення. Евакуація є добровільною і тому примус не може бути застосований ні прямо, ні посередньо. Бажання евакуйованих може бути висловлено як усно, так і подано на письмі.», виселення було примусовим і з застосуванням військових підрозділів.
Українське населення села, якому вдалося уникнути депортації до СРСР, попало в 1947 році під етнічну чистку під час проведення Операції «Вісла» і було виселено на ті території у західній та північній частині польської держави, що до 1945 належали Німеччині.
У 1975-1998 роках село належало до Перемишльського воєводства.

## Населення
Демографічна структура станом на 31 березня 2011 року:
|          | Загалом | Допрацездатний вік | Працездатний вік | Постпрацездатний вік |
| -------- | ------- | ------------------ | ---------------- | -------------------- |
| Чоловіки | 144     | 28                 | 100              | 16                   |
| Жінки    | 135     | 31                 | 77               | 27                   |
| Разом    | 279     | 59                 | 177              | 43                   |

- 1785 — 385 греко-католиків, 86 римо-католиків i 8 юдеїв;
- 1840 — 560 греко-католиків (нема інформації про інші конфесії);
- 1859 — 569 греко-католиків;
- 1879 — 650 греко-католиків;
- 1899 — 792 греко-католики;
- 1926 — 921 греко-католик;
- 1938 — 1011 греко-католиків;
- 1939 — 949 українців, 123 поляки, 23 євреї;
- 1997 — 289 осіб
- 2006 — 293 особи

## Архітектура
В селі знаходилася філіальна греко-католицька мурована церква Введення в Храм Пресвятої Богородиці, побудована в 1879 році на місці старшої дерев'яної церкви. Церква була зруйнована в 1962 році.
У Сівчині знаходиться також римсько-католицька парафія святої Ядвіги, що належить до деканату Бірчі. Парафіяльний костел святої Ядвіги є давньою придворною каплицею з XVIII століття, в яку в XIX столітті добудовано неф, а в 1930 вежу.

## Галерея

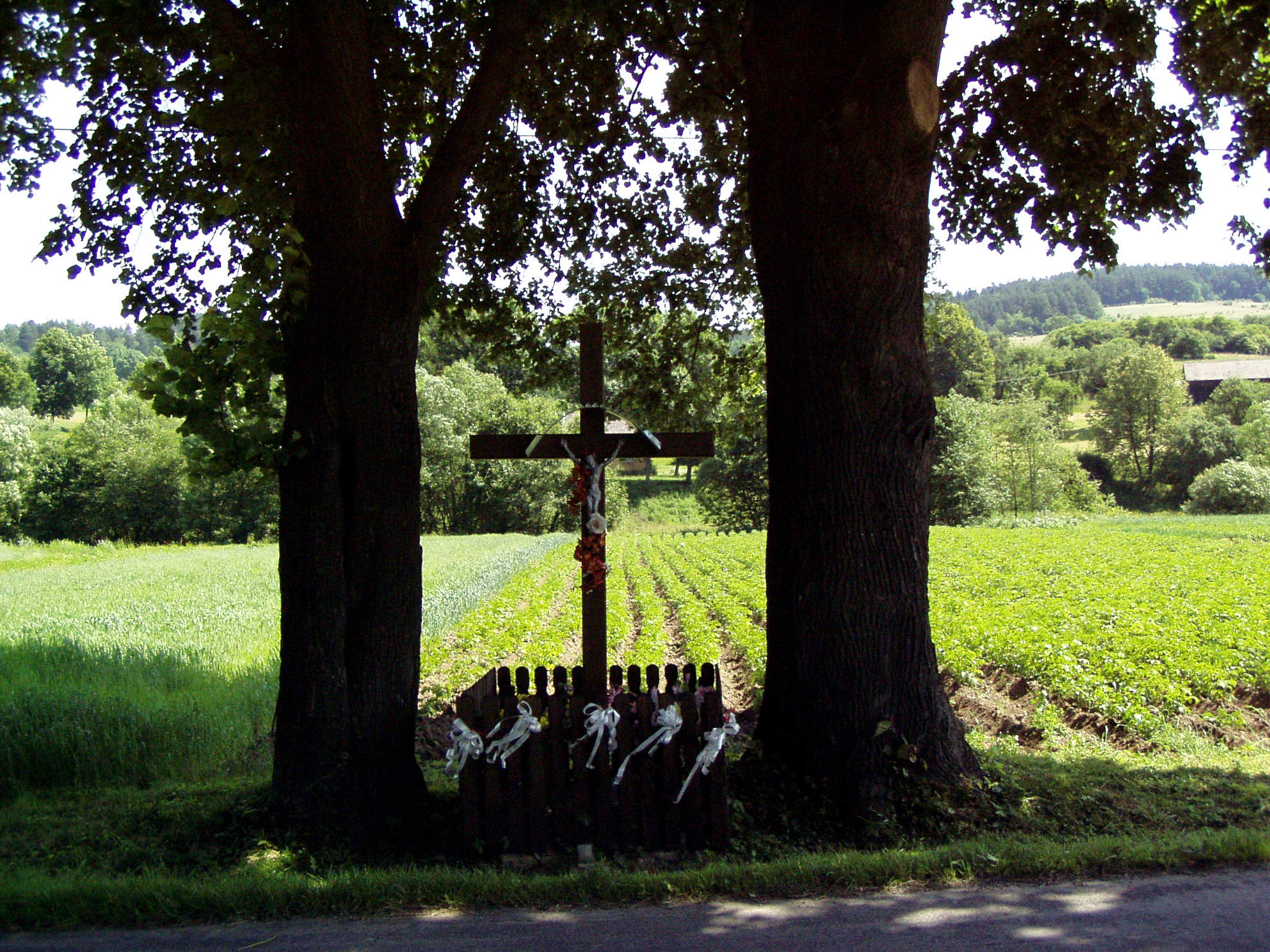
Хрест на межі Сівчини з Новим Селом
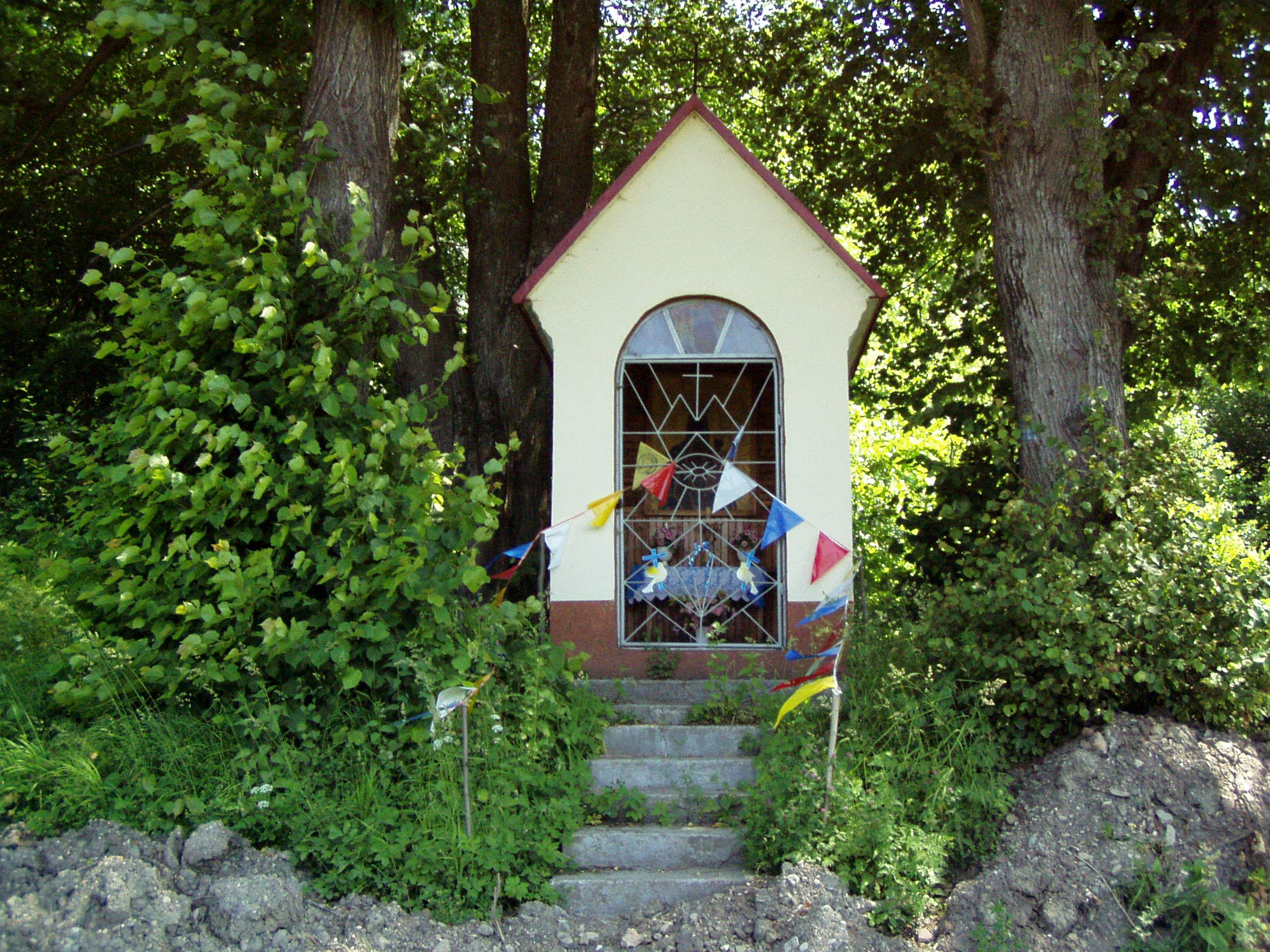
Капличка в Сівчині
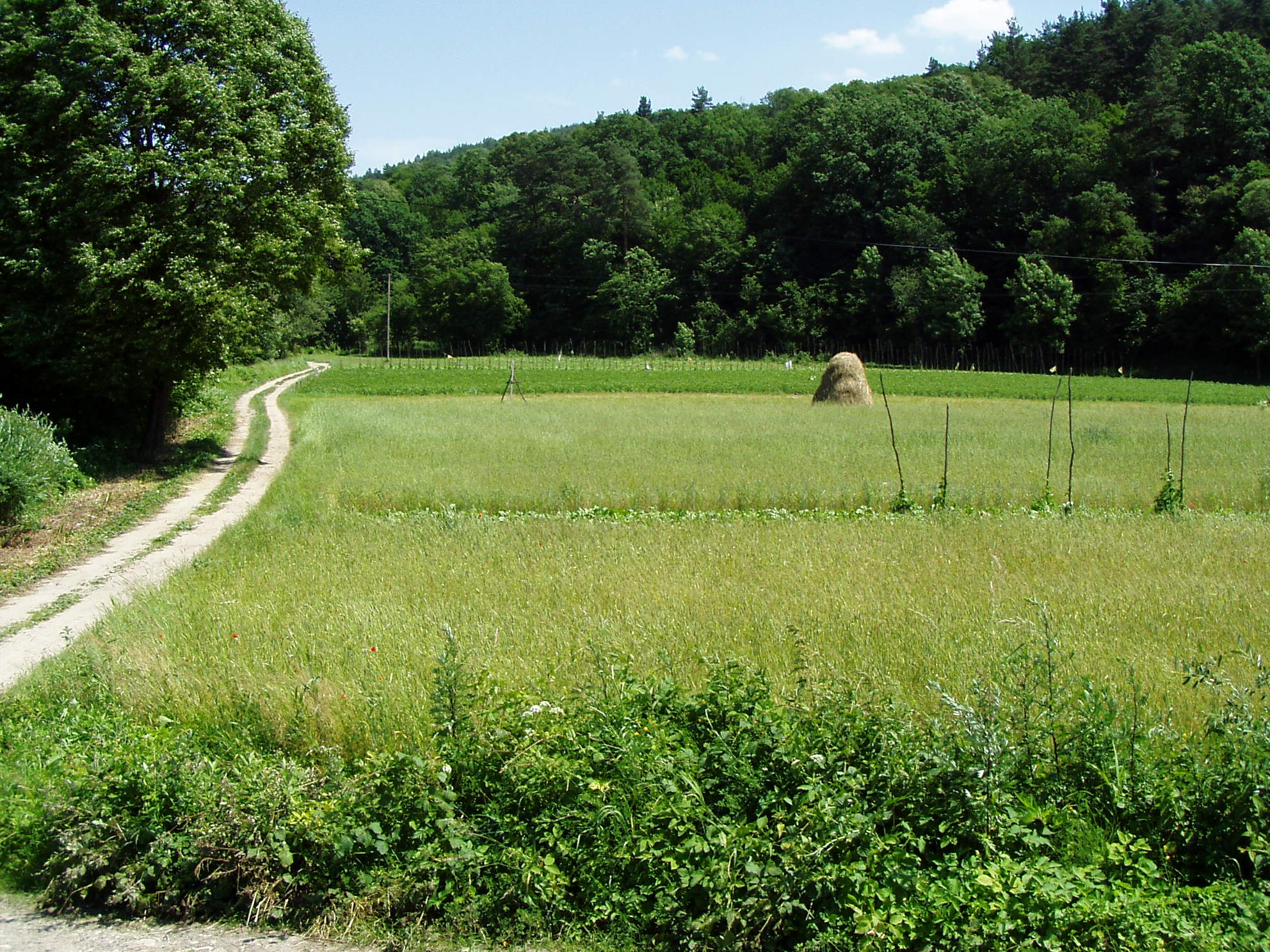
Місце, де був фільварок Тарнавських
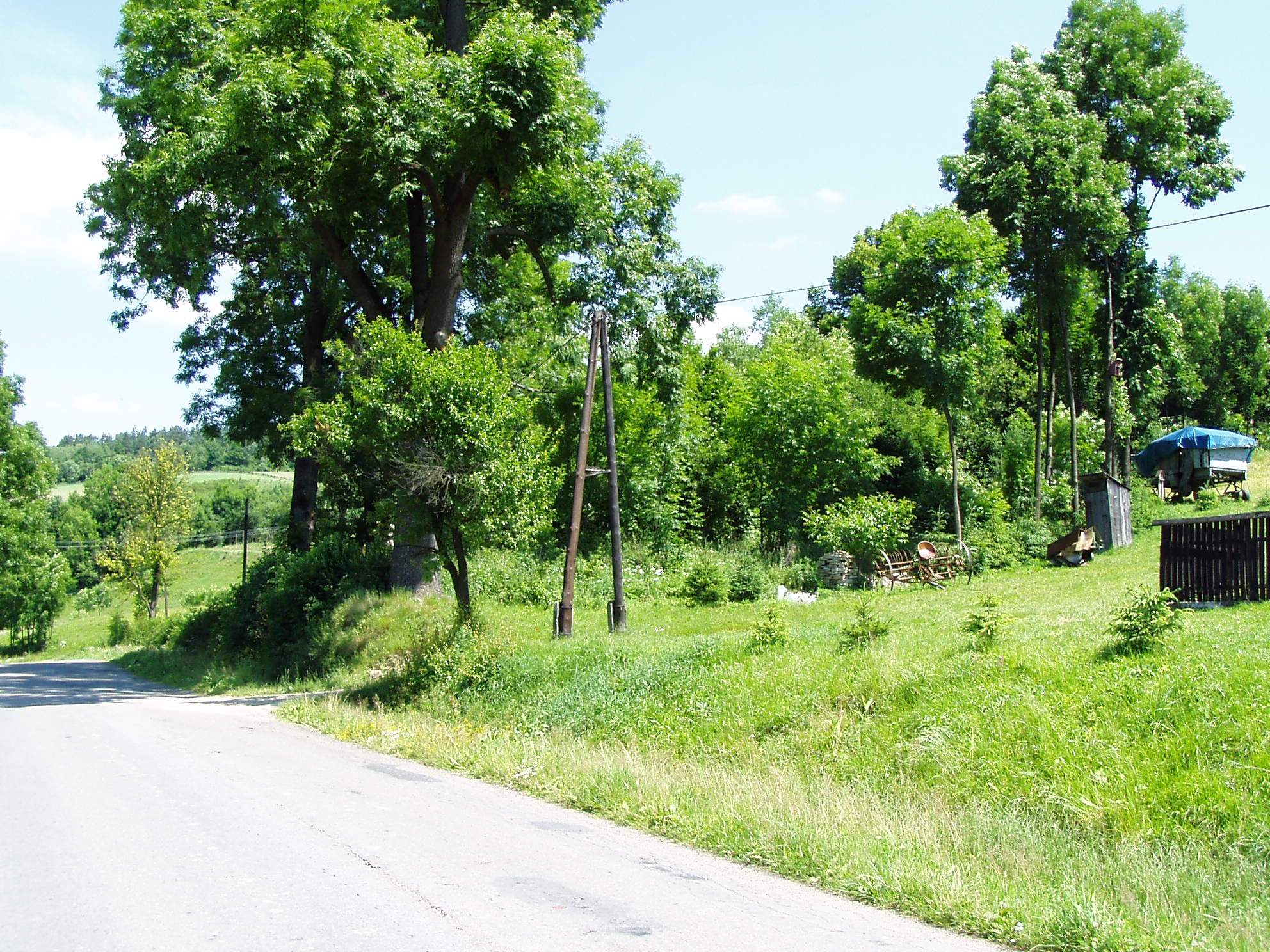
Територія греко-католицької церкви та кладовища в Сівчині
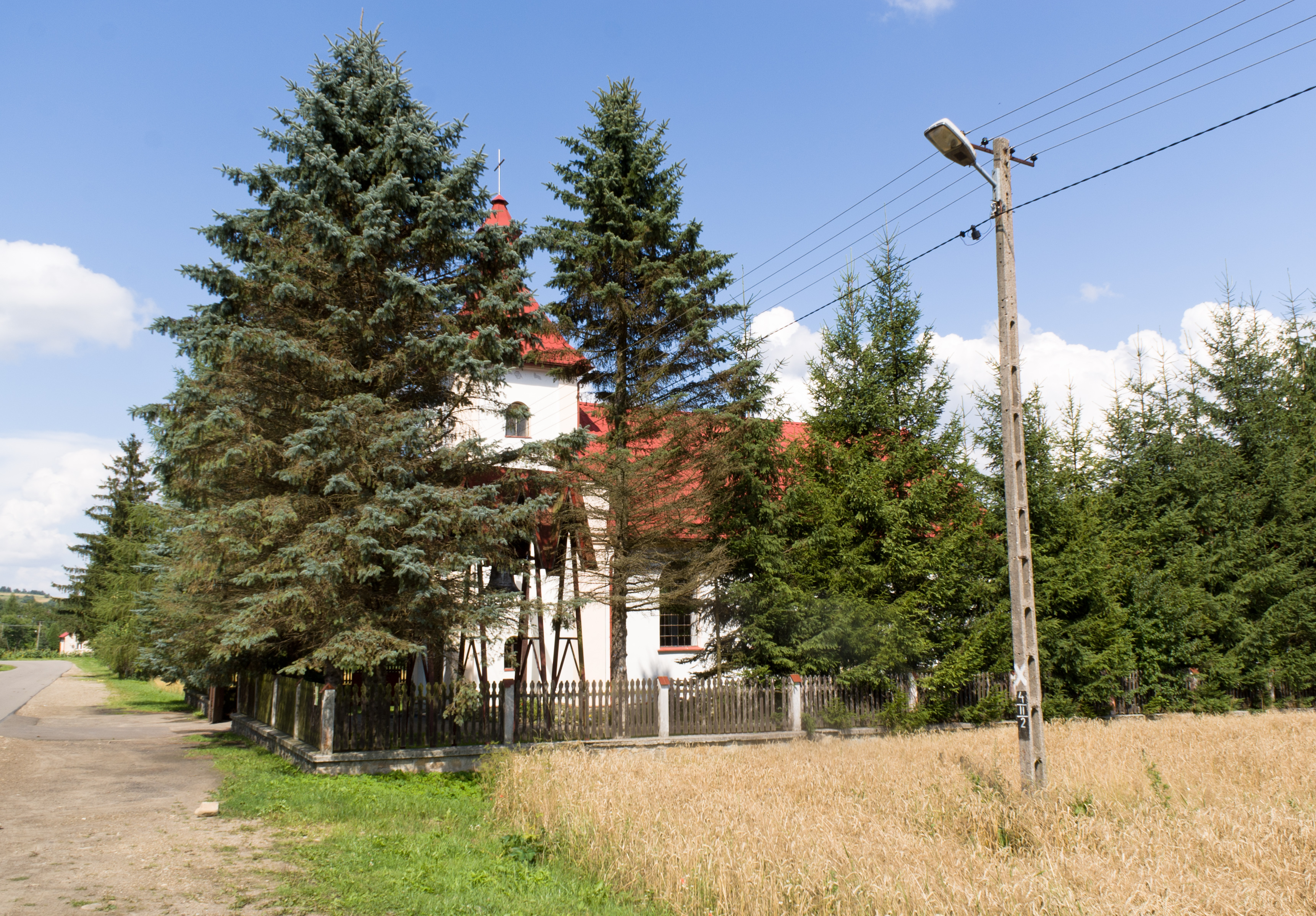
Римо-католицький костел в Сівчині